# Eschweilera laevicarpa
Eschweilera laevicarpa är en tvåhjärtbladig växtart som beskrevs av Scott A. Mori. Eschweilera laevicarpa ingår i släktet Eschweilera och familjen Lecythidaceae. Inga underarter finns listade i Catalogue of Life.